# إدموند شتادلر
إدموند ستادلر هو مختص في الدراسات المسرحية ‏ سويسري، ولد في 3 أبريل 1912 في لوسرن في سويسرا، وتوفي في 21 مارس 2005 في موري باي برن في سويسرا.